# KNVB-Pokal 2008/09
Der KNVB-Pokal 2008/09 war die 91. Auflage des niederländischen Fußball-Pokalwettbewerbs. Er begann am 30. August 2008 mit der ersten Runde, an der nur Amateurmannschaften teilnahmen. Ab der zweiten Runde nahmen die Profimannschaften der Eredivisie und der Eerste Divisie teil.
Durch den Finalsieg im Elfmeterschießen gegen Twente Enschede konnte der SC Heerenveen erstmals den Pokal gewinnen. Der Sieger erhielt einen Startplatz in der UEFA Europa League.

## Modus
Alle Runden wurden im K.-o.-System durchgeführt. Bei unentschiedenem Ausgang gab es eine Verlängerung von zweimal 15 Minuten und gegebenenfalls ein Elfmeterschießen.

## Teilnehmende Teams
| Eredivisie (18) | Eredivisie (18) | Eerste Divisie (20) | Eerste Divisie (20) |
| --- | --- | --- | --- |
| - Ajax Amsterdam - AZ Alkmaar - NAC Breda - BV De Graafschap - Feyenoord Rotterdam - FC Groningen - SC Heerenveen - Heracles Almelo - NEC Nijmegen | - PSV Eindhoven - Roda JC Kerkrade - Sparta Rotterdam - FC Twente Enschede - FC Utrecht - Vitesse Arnheim - Willem II Tilburg - ADO Den Haag ▲ - FC Volendam ▲ | - Excelsior Rotterdam ▼ - VVV-Venlo ▼ - AGOVV Apeldoorn - SC Cambuur - FC Den Bosch - FC Dordrecht - FC Eindhoven - FC Emmen - Fortuna Sittard - Go Ahead Eagles | - HFC Haarlem - Helmond Sport - MVV Maastricht - FC Omniworld - RBC Roosendaal - SC Telstar 1963 - TOP Oss - BV Veendam - RKC Waalwijk - FC Zwolle |
| Hoofdklasse (35) | | | |
| - Achilles ’29 - Ajax Amsterdam II - SV Argon - VV Baronie - VV De Bataven - Be Quick 1887 - Be Quick '28 - VV Capelle - VV DESK                   | - SV Deurne - DOTO Deventer - DWV Amsterdam - WKE Emmen - Excelsior ’31 Rijssen - VV Gemert - GVVV - VV Haaglandia/Sir Winston - HSC ’21 Haaksbergen           | - HHC Hardenberg - HVV Hollandia - VV IJsselmeervogels - Kozakken Boys - FC Lienden - FC Lisse - VV Papendrecht - K.v.v. Quick Boys - Rijnsburgse Boys           | - RKSV Schijndel/Bol Accountants - VV SHO - SV Spakenburg - ONS Sneek - VV Sparta Nijkerk - SV De Treffers - VV UNA - RKVV Westlandia              |
| Jugend- und Reservemannschaften (4) | | | |
| - Jong PSV | - Jong Twente | - HVV Hollandia II | - K.v.v. Quick Boys II |
| Amateure Eerste bis Vijfde Klasse (11) | | | |
| - Achilles Veen (1. Kl.) - EHC Hoensbroek (1 Kl.) - RKSV Groene Ster (1 Kl.)                                                                       | - VV Hoogeveen (1 Kl.) - GVV Unitas (1 Kl.) - VV Eems Boys (2 Kl.)                                                                                             | - RKVVO Oerle (2 Kl.) - VV ASVB (3 Kl.) - SMVC Fair Play (4 Kl.)                                                                                                 | - XerxesDZB (4 Kl.) - VV Glanerbrug (5 Kl.) |

## Termine
| Runde         | Termine                  |
| ------------- | ------------------------ |
| 1. Runde      | 30. – 31. August 2008    |
| 2. Runde      | 23. – 25. September 2008 |
| 3. Runde      | 11. – 13. November 2008  |
| Achtelfinale  | 20. Januar 2009          |
| Viertelfinale | 4. – 5. März 2009        |
| Halbfinale    | 21. – 22. April 2009     |
| Finale        | 17. Mai 2009             |

## 1. Runde
Teilnehmer: 48 Amateurvereine.
| Datum      |                      | Ergebnis              |                                |
| ---------- | -------------------- | --------------------- | ------------------------------ |
| 30.08.2008 | Achilles ’29         | 3:1                   | Achilles Veen                  |
| 30.08.2008 | SV Argon             | 1:3                   | VV Capelle                     |
| 30.08.2008 | VV Baronie           | 0:4                   | K.v.v. Quick Boys              |
| 30.08.2008 | VV De Bataven        | 3:3 n. V. (4:2 i. E.) | ONS Sneek                      |
| 30.08.2008 | VV Eems Boys         | 0:3                   | EHC Hoensbroek                 |
| 30.08.2008 | RKSV Groene Ster     | 1:2 n. V.             | FC Lisse                       |
| 30.08.2008 | GVVV                 | 1:1 n. V. (4:2 i. E.) | SV Deurne                      |
| 30.08.2008 | HHC Hardenberg       | 2:1                   | RKSV Schijndel/Bol Accountants |
| 30.08.2008 | VV Hoogeveen         | 1:3                   | Be Quick '28                   |
| 30.08.2008 | HSC ’21 Haaksbergen  | 2:1                   | DOTO Deventer                  |
| 30.08.2008 | K.v.v. Quick Boys II | 7:2                   | HVV Hollandia II               |
| 30.08.2008 | Rijnsburgse Boys     | 5:0                   | VV DESK                        |
| 30.08.2008 | VV SHO               | 1:2                   | VV Papendrecht                 |
| 30.08.2008 | SMVC Fair Play       | 0:2                   | Ajax Amsterdam II              |
| 30.08.2008 | SV Spakenburg        | 2:2 n. V. (9:8 i. E.) | VV Gemert                      |
| 30.08.2008 | VV Sparta Nijkerk    | 5:0                   | RKVVO Oerle                    |
| 30.08.2008 | SV De Treffers       | 4:0                   | Excelsior ’31 Rijssen          |
| 30.08.2008 | VV UNA               | 0:2                   | Kozakken Boys                  |
| 30.08.2008 | VV IJsselmeervogels  | 4:0                   | VV Glanerbrug                  |
| 31.08.2008 | VV ASVB              | 00:10                 | VV Haaglandia/Sir Winston      |
| 31.08.2008 | DWV Amsterdam        | 0:1                   | FC Lienden                     |
| 31.08.2008 | RKVV Westlandia      | 1:1 n. V. (5:6 i. E.) | HVV Hollandia                  |
| 31.08.2008 | WKE Emmen            | 3:1                   | GVV Unitas                     |
| 31.08.2008 | XerxesDZB            | 1:6 n. V.             | Be Quick 1887                  |

## 2. Runde
Teilnehmer: Die 24 Gewinner der ersten Runde (allesamt Amateurteams), sowie zwei Jugendteams (Gewinner der nationalen Jugendliga und des nationalen Jugendpokalwettbewerbs) und alle Profimannschaften der ersten beiden Ligen.
| Datum      |                          | Ergebnis              |                               |
| ---------- | ------------------------ | --------------------- | ----------------------------- |
| 23.09.2008 | AZ Alkmaar (E)           | 3:0                   | Heracles Almelo (E)           |
| 23.09.2008 | Be Quick '28 (A)         | 1:2                   | RKC Waalwijk (D)              |
| 23.09.2008 | SC Cambuur (D)           | 3:3 n. V. (3:0 i. E.) | FC Zwolle (D)                 |
| 23.09.2008 | FC Den Bosch (D)         | 2:1                   | HFC Haarlem (D)               |
| 23.09.2008 | FC Dordrecht (D)         | 3:2                   | BV Veendam (D)                |
| 23.09.2008 | EHC Hoensbroek (A)       | 0:3                   | Fortuna Sittard (D)           |
| 23.09.2008 | Helmond Sport (D)        | 2:2 n. V. (2:4 i. E.) | FC Omniworld (A)              |
| 23.09.2008 | HHC Hardenberg (A)       | 1:1 n. V. (5:3 i. E.) | Go Ahead Eagles (D)           |
| 23.09.2008 | Jong PSV (A)             | 0:3                   | PSV Eindhoven (E)             |
| 23.09.2008 | FC Lisse (A)             | 3:4                   | Achilles ’29 (A)              |
| 23.09.2008 | K.v.v. Quick Boys (A)    | 0:1                   | Willem II Tilburg (E)         |
| 23.09.2008 | Rijnsburgse Boys (A)     | 2:1                   | RBC Roosendaal (D)            |
| 23.09.2008 | VV IJsselmeervogels (D)  | 1:3                   | AGOVV Apeldoorn (A)           |
| 24.09.2008 | Ajax Amsterdam II (A)    | 0:2                   | Vitesse Arnheim (E)           |
| 24.09.2008 | VV De Bataven (A)        | 0:1                   | Excelsior Rotterdam (D)       |
| 24.09.2008 | VV Capelle (A)           | 2:4                   | Roda JC Kerkrade (E)          |
| 24.09.2008 | FC Emmen (D)             | 0:5                   | FC Twente Enschede (E)        |
| 24.09.2008 | Feyenoord Rotterdam (E)  | 3:0 n. V.             | TOP Oss (D)                   |
| 24.09.2008 | GVVV (A)                 | 1:3                   | NAC Breda (E)                 |
| 24.09.2008 | HSC ’21 Haaksbergen (A)  | 1:2                   | Sparta Rotterdam (E)          |
| 24.09.2008 | Kozakken Boys (A)        | 1:2 n. V.             | WKE Emmen (A)                 |
| 24.09.2008 | MVV Maastricht (D)       | 0:3                   | SC Heerenveen (E)             |
| 24.09.2008 | K.v.v. Quick Boys II (A) | 0:3                   | FC Eindhoven (D)              |
| 24.09.2008 | SV Spakenburg (A)        | 0:1                   | SC Telstar 1963 (D)           |
| 24.09.2008 | VV Sparta Nijkerk (A)    | 1:2 n. V.             | FC Lienden (A)                |
| 24.09.2008 | SV De Treffers (A)       | 3:4 n. V.             | BV De Graafschap (E)          |
| 24.09.2008 | VVV-Venlo (E)            | 2:3 n. V.             | FC Volendam (E)               |
| 25.09.2008 | Ajax Amsterdam (E)       | 2:0                   | FC Utrecht (E)                |
| 25.09.2008 | Be Quick 1887 (A)        | 0:5                   | NEC Nijmegen (E)              |
| 25.09.2008 | HVV Hollandia (A)        | 2:3                   | FC Groningen (E)              |
| 25.09.2008 | Jong Twente (A)          | 1:4                   | ADO Den Haag (D)              |
| 25.09.2008 | VV Papendrecht (A)       | 3:3 n. V. (3:4 i. E.) | VV Haaglandia/Sir Winston (A) |

(E) Eredivisie – (D) Erste Divisie – (A) Amateure

## 3. Runde
Teilnehmer: Die 32 Sieger der 2. Runde.
| Datum      |                         | Ergebnis  |                               |
| ---------- | ----------------------- | --------- | ----------------------------- |
| 11.11.2008 | AGOVV Apeldoorn (A)     | 2:3       | FC Dordrecht (D)              |
| 11.11.2008 | Excelsior Rotterdam (D) | 2:0       | FC Den Bosch (D)              |
| 11.11.2008 | NEC Nijmegen (E)        | 1:0 n. V. | Rijnsburgse Boys (A)          |
| 11.11.2008 | FC Omniworld (D)        | 0:1       | NAC Breda (E)                 |
| 11.11.2008 | RKC Waalwijk (D)        | 1:2       | Achilles ’29 (A)              |
| 11.11.2008 | Roda JC Kerkrade (E)    | 1:0       | Willem II Tilburg (E)         |
| 11.11.2008 | WKE Emmen (A)           | 2:4       | BV De Graafschap (E)          |
| 12.11.2008 | ADO Den Haag (D)        | 4:1       | Fortuna Sittard (D)           |
| 12.11.2008 | AZ Alkmaar (E)          | 1:0 n. V. | PSV Eindhoven (E)             |
| 12.11.2008 | FC Eindhoven (D)        | 2:3       | FC Twente Enschede (E)        |
| 12.11.2008 | SC Heerenveen (E)       | 7:0       | VV Haaglandia/Sir Winston (A) |
| 12.11.2008 | FC Lienden (A)          | 1:0       | Vitesse Arnheim (E)           |
| 12.11.2008 | Sparta Rotterdam (E)    | 2:1       | SC Cambuur (D)                |
| 12.11.2008 | SC Telstar 1963 (D)     | 0:3       | FC Groningen (E)              |
| 12.11.2008 | FC Volendam (E)         | 1:0 n. V. | Ajax Amsterdam (E)            |
| 13.11.2008 | HHC Hardenberg (A)      | 1:5       | Feyenoord Rotterdam (E)       |

## Achtelfinale
| Datum      |                         | Ergebnis              |                         |
| ---------- | ----------------------- | --------------------- | ----------------------- |
| 20.01.2009 | FC Dordrecht (D)        | 0:1                   | BV De Graafschap (E)    |
| 20.01.2009 | Feyenoord Rotterdam (E) | 0:3                   | SC Heerenveen (E)       |
| 20.01.2009 | AZ Alkmaar (E)          | 3:0                   | Achilles ’29 (A)        |
| 20.01.2009 | NAC Breda (E)           | 2:2 n. V. (7:6 i. E.) | FC Groningen (E)        |
| 20.01.2009 | NEC Nijmegen (E)        | 2:1                   | Sparta Rotterdam (E)    |
| 20.01.2009 | Roda JC Kerkrade (E)    | 2:0 n. V.             | FC Lienden (A)          |
| 20.01.2009 | FC Volendam (E)         | 3:0                   | Excelsior Rotterdam (D) |
| 20.01.2009 | ADO Den Haag (D)        | 1:5                   | FC Twente Enschede (E)  |

## Viertelfinale
| Datum      |                        | Ergebnis  |                      |
| ---------- | ---------------------- | --------- | -------------------- |
| 04.03.2009 | SC Heerenveen (E)      | 3:1       | NEC Nijmegen (E)     |
| 04.03.2009 | FC Twente Enschede (E) | 1:0 n. V. | BV De Graafschap (E) |
| 05.03.2009 | AZ Alkmaar (E)         | 1:2       | NAC Breda (E)        |
| 05.03.2009 | Roda JC Kerkrade (E)   | 2:3 n. V. | FC Volendam (E)      |

## Halbfinale
| Datum      |                        | Ergebnis |                   |
| ---------- | ---------------------- | -------- | ----------------- |
| 21.04.2009 | FC Twente Enschede (E) | 3:1      | NAC Breda (E)     |
| 22.04.2009 | FC Volendam (E)        | 0:2      | SC Heerenveen (E) |

## Finale
| SC Heerenveen                                    | SC Heerenveen | FC Twente Enschede | FC Twente Enschede |
| ------------------------------------------------ | --- | --- | ------------------ |
| SC Heerenveen                                    | \| 17. Mai 2009 um 18:00 Uhr in Rotterdam (De Kuip) \| \| Ergebnis: 2:2 n. V. (1:1, 1:0), 5:4 i. E. \| \| Zuschauer: 45.000 \| \| Schiedsrichter: Jan Wegereef \| \| Spielbericht \|                                                                                                 | \| 17. Mai 2009 um 18:00 Uhr in Rotterdam (De Kuip) \| \| Ergebnis: 2:2 n. V. (1:1, 1:0), 5:4 i. E. \| \| Zuschauer: 45.000 \| \| Schiedsrichter: Jan Wegereef \| \| Spielbericht \|                                                                                       | FC Twente Enschede |
| SC Heerenveen                                    | Hans Vonk – Michel Breuer , Kristian Nielsen, Michael Dingsdag, Goran Popov – Christian Grindheim (74. Bonaventure Kalou), Michal Švec (78. Geert Arend Roorda), Viktor Elm – Roy Beerens (87. Paulo Henrique), Gerald Sibon, Danijel Pranjić Cheftrainer: Trond Sollied ( Norwegen) | Sander Boschker – Douglas, Peter Wisgerhof (17. Ron Stam), Slobodan Rajković, Edson Braafheid – Cheik Tioté, Kenneth Perez (84. Youssouf Hersi), Theo Janssen – Marko Arnautović (12. Romano Denneboom), Blaise Nkufo , Eljero Elia Cheftrainer: Steve McClaren ( England) | FC Twente Enschede |
| SC Heerenveen                                    | 1:0 Popov (27.) 2:1 Kalou (112.) | 1:1 Elia (54.) 2:2 Hersi (118.) | FC Twente Enschede |
| SC Heerenveen                                    | Elfmeterschießen | | FC Twente Enschede |
| SC Heerenveen                                    | 1:1 Elm 2:2 Dingsdag 3:2 Breuer 4:3 Kalou 5:4 Sibon | 0:1 Janssen 1:2 N'Kufo 2:2 Hersi (über’s Tor) 3:3 Braafheid 4:4 Douglas | FC Twente Enschede |
| SC Heerenveen                                    | Popov, Sibon, Švec, Roorda | Janssen, Elia | FC Twente Enschede |
| 17. Mai 2009 um 18:00 Uhr in Rotterdam (De Kuip) | | |                    |
| Ergebnis: 2:2 n. V. (1:1, 1:0), 5:4 i. E.        | | |                    |
| Zuschauer: 45.000                                | | |                    |
| Schiedsrichter: Jan Wegereef                     | | |                    |
| Spielbericht                                     | | |                    |